# 根茨科
根茨科（德語：Genzkow，發音：[ˈɡɛntskoː]）是德国梅克伦堡-前波美拉尼亚州梅克伦堡湖区县曾经的一个市镇，面积9.12平方千米，2017年12月31日人口为116人。2019年5月26日，根茨科并入市镇弗里德兰。